# Ignasi Labastida
Ignasi Labastida (1970) es un investigador y activista por el conocimiento libre catalán. Se doctoró en Física en la Universidad de Barcelona y es responsable de la Unidad de Apoyo a la Investigación del CRAI de la misma universidad, donde dirige la Oficina de Difusión del Conocimiento. Desde 2003 lideró el proyecto Creative Commons en Cataluña y España. Ha promocionado y contribuido en la creación de material de formación sobre ciencia abierta. Desde marzo de 2019 preside la Junta de SPARC Europe.